# عبد الله بن عبد العزيز بن معمر
 الدكتور عبد الله بن عبد العزيز بن معمر وزير الزراعة السعودي السابق وسفير خادم الحرمين الشريفين سابقا لدى دولة الإمارات العربية المتحدة و تونس.
وهو ابن الأمير عبد العزيز بن فهد بن معمر وشقيق الأمير  فهد بن عبد العزيز بن معمر محافظ محافظة الطائف سابقا والدكتور محمد بن عبدالعزيز بن معمر عضو مجلس الشورى ووكيل وزارة النقل سابقا.

## مؤهلاته العلمية
- بكالوريس : اقتصاد من جامعة كاليفورنيا بالولايات المتحدة الأمريكية
- ماجستير : التطوير الإداري والتنظيم من جامعة كاليفورنيا بالولايات المتحدة الأمريكية
- ماجستير : في الاقتصاد من جامعة كاليفورنيا بالولايات المتحدة الأمريكية
- دكتوراه : في الاقتصاد من جامعة كاليفورنيا بالولايات المتحدة الأمريكية

## مناصبه
- أستاذ مشارك في جامعة الملك سعود
- مدير عام المشاريع في جامعة الملك سعود
- تدرج في مناصب وزارة الزراعة ومنها :
- مستشار وزير الزراعة
- وكيل وزارة الزراعة
- وزيراً للزراعة والمياه
- سفير المملكة لدى دولة الإمارات العربية المتحدة
- سفير للمملكة لدى تونس

| سبقه عبد العزيز بن عبد الله الخويطر | وزير الزراعة والمياه السعودي 1416هـ - 1424هـ | تبعه فهد بن عبد الرحمن بالغنيم |